# Grup Bon Preu
El Grup Bon Preu és una empresa d'alimentació amb seu central a les Masies de Voltregà i el seu director general és Joan Font i Fabregó.
El 2023 donava feina a més de 10.800 treballadors, amb una facturació de 2.259 milions d'euros. Disposava de 134 supermercats Bonpreu, 57 hipermercats Esclat, 58 benzineres Esclatoil i 22 punts de recollida de la compra en línia (BonpreuEsclat online) i 50.000 clients de la comercialitzadora d'electricitat BonpreuEsclat Energia.

## Història

### Inicis
Els pares de Joan i Josep Font, els impulsors de l'empresa, tenien una parada de bacallà en places i mercats, i una botiga d'ultramarins a Torelló, on despatxava la mare. Durant un viatge d'adolescència a França, Joan Font va descobrir el model de botigues autoservei, i va decidir importar-ne la idea. El 7 de setembre de 1974 van obrir un primer establiment d'autoservei a Manlleu. El 1982 es van incorporar a la central de compres IFA. El 1988 van inaugurar el primer hipermercat de Catalunya: l'Esclat de Vilafranca del Penedès. Dos anys després obririen el primer punt de venda a Barcelona.

### Anys 90
L'any 1992 van fer la seva primera compra en adquirir els sis supermercats Vallès Preu, aquell any tindrien un fort increment de l'activitat del negoci, gràcies al contracte mitjançant el qual van servir tots els aliments dels Jocs Olímpics d'Estiu de 1992. El 1995 van obrir una primera benzinera Esclatoil al costat de l'Esclat de Malla, a Osona, i van adquirir una finca de 127.000 metres quadrats per a crear el seu centre logístic, també a Malla. El 1998 varen potenciar els supermercats econòmics fent ús de la nova ensenya Orangutan i un any després van crear les primeres targetes de fidelització de clients.

### Anys 2000
L'any 2001 van començar a vendre productes amb marca pròpia. Aquell any també van aprofitar la denúncia de monopoli que havia patit Carrefour per a comprar-los dotze punts de venda. A partir del 2007, aprofitant la crisi financera espanyola, comprà actius d'altres empreses. Així, a mitjan any de crisi 2009 va començar a negociar amb el grup de distribució francès Intermarché l'adquisició de 54 establiments. Va reeixir una rebaixa del preu de compra de més de la meitat del preu inicial. El procés va acabar el febrer del 2010 amb la compra de 31 locals, amb una plantilla de 800 treballadors. Els establiments ubicats fora de Catalunya van ser venuts a Carrefour i Lidl, a excepció del de Benicarló (l'únic que tenien al País Valencià), que va ser traspassat a SPAR. Va ser un dels pocs grups de distribució que va poder créixer durant aquesta crisi.

### Anys 2010

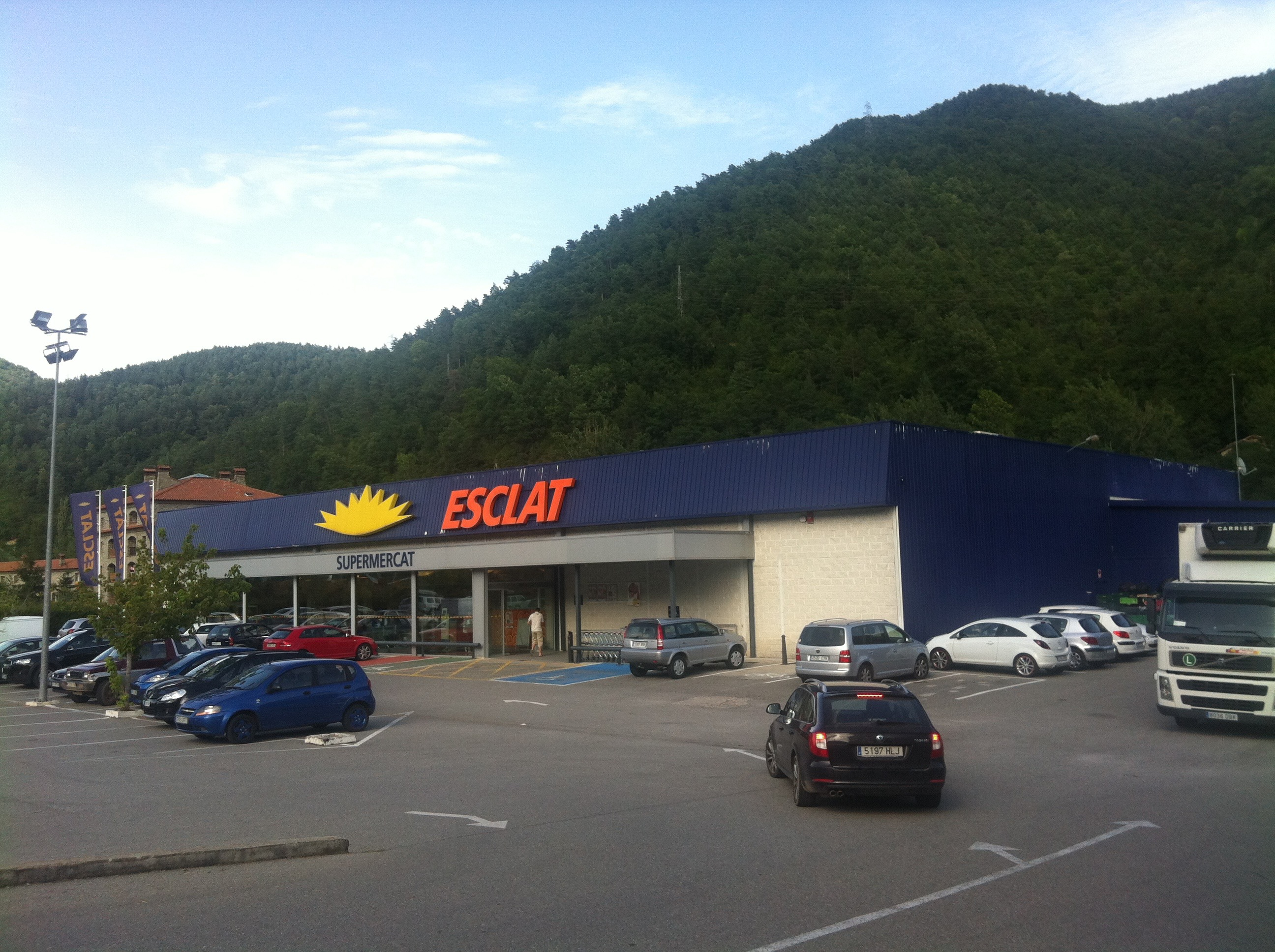
Supermercat Esclat

El Grup va acabar el 2010 amb un creixement del 29,6% assolint un volum de vendes de 660 milions d'euros.
A principi de 2011 el grup decidí suprimir l'ensenya Orangutan i transformar aquests establiments en supermercats Bonpreu, amb l'excepció dels tres establiments que tenien a la Franja de Ponent, on continuaren amb aquesta marca Durant aquell exercici fiscal, l'empresa va incrementar la seva facturació en un 7% respecte al període anterior.
El 2014 tenien una xifra de negoci d'uns 900 milions d'euros. Entre 2015 i 2016 van obrir dos nous centres a Terrassa i Sabadell, amb una inversió de 20 milions d'euros.
L'any 2016 Bonpreu se situava a la posició 14 del rànquing d'empreses creadores d'ocupació a Catalunya, amb 4.769 treballadors. El març del 2017, van inaugurar un nou centre logístic als Hostalets de Balenyà, un magatzem de 23.000 metres quadrats especialitzat en productes frescos amb el qual el grup empresarial esperava duplicar la seva facturació en deu anys. L'acte va comptar amb la presència del President de la Generalitat, Carles Puigdemont. Aquest edifici, una antiga bòbila, es considera l'edifici d'autoconsum fotovoltaic més gran de Catalunya, amb un sostre cobert per aproximadament 2.500 panells solars.
El 2017 tenia uns 6.100 empleats. Anuncià a l'octubre noves inversions per a crear nous establiments i reformar-ne els existents. Durant la segona meitat de la dècada, el propietaris Joan i Josep Font van litigar per la propietat de la companyia. Finalment van tancar un acord l’estiu de 2019 on Joan Font va acordar pagar prop de 350 milions d’euros progressivament al seu germà petit per les seves accions del grup.

### Anys 2020
L'octubre del 2020, el Grup Bon Preu va diversificar la seva activitat entrant al mercat de l'electricitat amb la comercialitzadora d'energia 100% verda: BonpreuEsclat Energia. El 2021 va anunciar la construcció del seu segon gran centre logístic al Centre intermodal d'activitats logístiques de Montblanc.
A l'Aragó, operen amb la marca Orangután. El 2025 tenien botigues a Binèfar, Casp, Fraga i Montsó.

## Polítiques empresarials
- Política lingüística: Bon Preu sempre s'ha caracteritzat per potenciar l'ús del català als seus establiments; a tall d'exemple, l'agost de 2008, l'empresa va distribuir 2.500 xapes als seus treballadors amb el missatge Si us plau parla'm en català.[24][25] Les comunicacions orals i escrites també són sempre en aquesta llengua, així com el fil musical. Pel que fa a l'etiquetatge, Bon Preu també el realitza en català, essent una empresa capdavantera en aquest àmbit.[26]
- Productes de proximitat: L'empresa promou els productes de proximitat, amb la marca «km 0» des de 2012.[27] És l'empresa amb el percentatge d'oferta de productes catalans més elevat, que representen el 68% de l'assortiment. La verdura, la fruita, el peix i la carn són comprats per l'empresa en zones de producció catalanes. Els productes de xarcuteria i formatgeria són elaborats per empreses pròximes a les diferents comarques on opera.[26]
- Sostenibilitat: El Grup Bon Preu està compromès en mantenir el màxim equilibri entre el desenvolupament de la seva activitat, la protecció del medi ambient i la contribució al benestar de la societat. La reducció del plàstic en els seus establiments, productes i magatzems és una de les seves apostes. L'any 2020, va reduir 1.034 tones de plàstic.

## Premis i reconeixements
- III Premi Martí Gasull i Roig (2016), atorgat per Plataforma per la llengua.[28]
- Premi Nacional Joan Coromines (2007), atorgat per la Coordinadora d'Associats per la Llengua Catalana